# Prasat Khao Noi

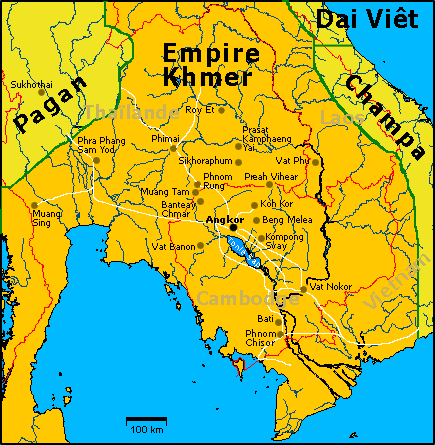
Principaux sites khmers

Le prasat Khao Noi est un temple khmer situé en Thaïlande, dans le  district d'Aranyaprathet province de Sa Kaeo. Il se trouve au sommet d'une petite (Noi) colline (Khao) et se compose de trois tours-sanctuaires (prangs), orientées à l'est, dont une seule est encore debout (elle a été reconstruite au XIe siècle, et restaurée récemment par le département des Beaux Arts de Thaïlande). On a rajouté à son nom « Si Chomphu », qui veut dire en thaï « de couleur rose » à cause de la couleur de la brique. Les trois tours reposent sur une plateforme unique en latérite.
Lors des fouilles menées sur place, on a trouvé cinq linteaux, tous en très bon état, l'un provenant de la tour centrale, les quatre autres de la tour nord. Le linteau qui a été trouvé sur la tour centrale (probablement ré-utilisé) est l'un des plus anciens : des makaras se faisant face, crachent des arches connectées par des médaillons ; ces médaillons contiennent des représentations des montures de divers dieux (un éléphant et des chevaux). Les linteaux sud et nord de la tour nord sont du même style, le style de Sambor Prei Kuk. Quant aux linteaux est et ouest de la tour nord, ils sont plus tardifs, de style Prei Kmeng : dans ce style, les makaras ont disparu, et la série de petites arches a fusionné en une grande arche unique aux extrémités incurvées ; on trouve toujours des médaillons. Des personnages agenouillés et priant entourent le linteau est, des simhas entourent le linteau ouest.
On a également découvert sur le site une inscription datant de 637 (règne de Bhava Varman II), des lingas et leur piédestal et des fragments de céramique d'origine chinoise. Ces lingas avaient été littéralement mis en miettes, ce qui suggère une destruction volontaire, peut être à l'occasion d'une guerre ou d'un changement de divinité (on connait de tels exemples de destruction, comme celui du Bayon après la mort du roi bouddhiste Jayavarman VII).
N.B. : Les linteaux en place sont des copies, les originaux se trouvent au musée de Prachinburi ainsi que les lingas trouvés sur place